# Мейнрад I Гогенцоллерн-Зигмаринген
Мейнрад I Гогенцоллерн-Зигмаринген (1605, Мюнхен — 30 января 1681, Зигмаринген) — второй владетельный князь Гогенцоллерн-Зигмаринген (1638—1681).

## Биография
Сын Иоганна Гогенцоллерна-Зигмарингена (1578—1638), графа (до 1623), затем первого князя Гогенцоллерн-Зигмарингена (1623—1638), и графини Иоганны Гогенцоллерн-Гехинген (1581—1634). Принц родился в Мюнхене, где его отец был президентом тайного совета баварского курфюрста Максимилиана I.
Тридцатилетняя война оказала большое влияние на жизнь принца Мейнрада. С 17 лет он служил в баварской армии. Под командованием имперского фельдмаршала Тилли сражался в битве при Луттере (1626). Позднее под началом командующего Католической лиги Готфрида Паппенгейма воевал против восставших протестантов в Австрии. Затем Мейнрад стал влиятельным советником герцога, затем курфюрста Баварии Максимилиана.
22 марта 1638 года после смерти своего отца Мейнрад унаследовал княжеский престол в Зигмарингене. Его княжество было разорено и истощено войной. Он поручил известному архитектору Михаэлю Биру из Воральберга перестроить и модернизировать замки Зигмаринген и Хайгерлох. Шведы в 1633 году захватили замок Зигмаринген. В том же году католическая армия попыталась отбить у шведов замок, часть которого была разрушена. В 1658—1659 годах князь Мейнрад Гогенцоллерн при содействии графа Верденберг перестроил полуразрушенный замок Зигмаринген. За строительные работы князь заплатил из своего собственного кармана, использовав средства, которые он получил в наследство и от своей жены.
30 января 1681 года Мейнрад Гогенцоллерн-Зигмаринген скончался. После его смерти княжества было разделено по его завещанию между двумя сыновьями: Максимилианом, который получил княжество Гогенцоллерн-Зигмаринген, и Францем Антоном, унаследовавшим графство Гогенцоллерн-Хайгерлох.

## Брак и дети
7 мая 1635 года Мейнрад Гогенцоллерн женился на Анне Марии (1613—1682), дочери барона Фердинанда фон Торринг цу Зеефельда. Их дети:
- Максимилиан I (1636—1689), князь Гогенцоллерн-Зигмаринген (1681—1689), женат с 1666 года на графине Марии Кларе Бергской (1635—1715)
- Иоганн Карл (род и ум. 1637)
- Анна Мария (род. и ум. 1638)
- Франц Фердинанд (1639—1662), погиб на охоте
- Мария Иоганна (1640—1707), аббатиса
- Мейнрад (1641—1642)
- Кристоф (род. и ум. 1642)
- Игнаций (род. и ум. 1643)
- Мария Магдалена (1643—1663)
- Мария Meнодора (1644—1664), монахиня
- Мария Катарина (род. и ум. 1645)
- Мария-Терезия (род. и ум. 1647)
- Иоганн Мейнрад (род. и ум. 1648)
- Мария Франциска (1649—1712), аббатиса
- Иоганн Феликс (род. и ум. 1651)
- Анна-Мария (1654—1678), муж с 1672 года за Антон Евсебиус Кёнигсегг-Аулендорф (1639—1692)
- Франц Антон (1657—1702), граф Гогенцоллерн-Хайгерлох (1681—1702), женат с 1687 года на графине Марии Анне Евсебии Кёнигсегг-Аулендорф (1670—1716).